# 164,7 mm/45 Model 1893
164,7 mm/45 Model 1893 — 164,7-миллиметровое корабельное артиллерийское орудие, разработанное и производившееся в Франции. Состояло на вооружении ВМС Франции. Им был вооружены бронепалубные крейсера типов «Д’Ассас», «Катине», а также «Гишен», «Шаторено», «Жюрен де ла Гравьер». Дальнейшим развитием этой артсистемы стало орудие 164,7 mm/45 Model 1893-96.